# Universidad Autónoma del Caribe Fútbol Club
La Universidad Autónoma del Caribe Fútbol Club, conocido simplemente como Uniautónoma, fue un equipo de fútbol que participó en la Categoría Primera A y Primera B del Fútbol Profesional Colombiano y también en la Copa Colombia (competición en la que participan todos los clubes de la Primera y Segunda División del Fútbol Profesional Colombiano). El equipo fue la representación de la Universidad Autónoma del Caribe en torneos nacionales. Tuvo su sede administrativa en Barranquilla y entrenó en el municipio de Puerto Colombia. En los 5 años que jugó la Uniautónoma en el Fútbol Profesional Colombiano disputó 3 ediciones de la Segunda División de Colombia (2011, 2012 y 2013), 2 ediciones de la Primera División de Colombia (2014 y 2015) y 5 ediciones de la Copa Colombia (2011, 2012, 2013, 2014 y 2015).
De su ficha nació el equipo Orsomarso S. C.

## Historia

### Inicios en el profesionalismo
Universidad Autónoma del Caribe Fútbol Club surgió del equipo de fútbol universitario de la Universidad Autónoma del Caribe. Empezó jugando en la categoría Primera C de la cual fue subcampeón en 2010 tras perder la final contra EHC Gobernación-Electrohuila de Neiva, Huila. A finales de la temporada 2010, la Universidad compró la ficha del Atlético de la Sabana de Sincelejo.
El club fue creado a nivel profesional con el impulso de la rectora de la época en la Universidad, Silvia Gette, quien fue retirada del club y de la institución educativa debido a su presunta responsabilidad en la misteriosa muerte del rector fundador Mario Ceballos Araújo y el asesinato del ganadero Fernando Cepeda.
Uniautónoma F.C. debutó en la segunda división del fútbol colombiano el 29 de enero de 2011 en Bogotá contra Academia en el estadio de Compensar por la primera fecha del torneo de Ascenso, cayendo 1-0 con gol de Jonathan Rivas.
El 6 de febrero de 2011, ante su rival de plaza, el Barranquilla Fútbol Club, a las 4:13 p. m., Orlando "El Fantasma" Ballesteros anotó a los 43 minutos de juego el primer gol en la historia del Uniautónoma F.C. al arquero Levid Martínez, en partido correspondiente a la segunda jornada de la Primera B. El cotejo quedó 2-1 a favor de Uniautónoma.
Al término de la temporada 2011 en el cual el equipo clasificó dos veces a los cuartos de final, siendo eliminado por Pacífico F.C. (Apertura) y Deportivo Pasto (Finalización), el técnico argentino Miguel Ángel Converti es despedido de su cargo, siendo reemplazado para la temporada 2012 por Félix Valverde Quiñones.
La eliminación del equipo de la Universidad Autónoma del Caribe de la Copa Colombia 2012 a manos del Atlético Bucaramanga, hizo que saliera de la dirección técnica el nariñense Félix Valverde Quiñones.
Tras la salida de Félix Valverde, José Manuel 'Willy' Rodríguez fue nombrado nuevo adiestrador universitario para lo que resta de la temporada 2012 de la Primera B.
En la temporada 2013, el equipo consigue el ascenso a la máxima categoría del Fútbol Profesional Colombiano, tras vencer en el primer semestre al Unión Magdalena y en la gran final del año al Fortaleza FC. Ambos triunfos los consiguió con el técnico José Manuel 'Willy' Rodríguez, que los acompañó durante el ascenso, la Universidad Autónoma tenía su sede en Sabanalarga.
Para la temporada 2014, en lo que respecta al primer semestre, Uniautónoma debutó con triunfo frente al Deportes Tolima y un empate ante Junior, pero no logró consolidar una buena campaña tras ganar 4 partidos, empatar 5 y perder 9, ubicándose en la posición 17 superando solamente al Deportes Tolima.

### Campeón de la Primera B
En el Torneo Apertura 2013 Uniautónoma F.C. se ubicó segundo en la tabla de posiciones del torneo a 7 puntos del América de Cali que terminó como líder. 
En los cuadrangulares finales, Uniautónoma FC quedó sembrado en el Grupo B junto a Bogotá Fútbol Club, Cortuluá y Valledupar Fútbol Club. Sus primeros partidos disputados en el cuadrangular contra Bogotá Fútbol Club y Cortuluá habían terminado en empates hasta que el 10 de junio de 2013 le ganó a Valledupar Fútbol Club 6-2 con cuatro goles del veterano Martín Arzuaga. Luego, siendo derrotado por este mismo rival en condición de visitante 3-2 pero se sobrepuso en condición de local 2-0 ante Bogotá Fútbol Club. 
Aunque el equipo obtuvo buenos resultados, en la última fecha debía enfrentar a Cortuluá en condición de visitante y solo le servía ganar para que privara su posición con el denominado "punto invisible", algo que lo hizo sin problema alguno con una victoria 2-0. 
En la final del campeonato se enfrentó al Unión Magdalena. En el partido de ida jugado en el Estadio Federico Serrano Soto del departamento de La Guajira, el Unión Magdalena venció a los universitarios 2-1. El partido de vuelta se jugó el 1 de julio de 2013 en el Estadio Metropolitano Roberto Meléndez donde la Uniautónoma FC logró empatar el resultado luego de ganar 2-1. Ese mismo día, se coronó campeón de Categoría Primera B  al vencer en la tanda de penaltis 3-1 al Unión Magdalena luego de un resultado global de 3-3.
Cabe destacar que la Uniautónoma FC a raíz del título obtenido obtuvo el privilegio de jugar la final de año con el campeón del Torneo Finalización 2013 que posteriormente sería Fortaleza Fútbol Club. 
El 3 de diciembre lograron el ascenso a Primera División tras ganarle a Fortaleza Fútbol Club 2-0 en el partido de ida, disputado en el Estadio Metropolitano de Techo de la ciudad de Bogotá e igualar 1-1 con este mismo equipo en el Estadio Metropolitano Roberto Meléndez de la ciudad de Barranquilla. Al finalizar el partido, Uniautónoma FC se coronó campeón con un marcador global de 3-1. Participará por primera vez en la máxima categoría. Este triunfo fue dedicado por los mismos jugadores del equipo a quien fue su fundadora Silvia Guette, dedicatoria que fue polémica por los problemas judiciales que actualmente padece ella.

### Temporada 2014
Torneo Apertura 2014
Uniautónoma F.C. debuta en la Categoría Primera A el 25 de enero de 2014 enfrentando al Deportes Tolima en condición de local. Allí la "U" con doblete de Cristian Fernández y otro tanto de Jhon Méndez obtuvo su primera victoria ante aproximadamente 8 mil personas que asistieron. El partido se disputó en el estadio Metropolitano Roberto Meléndez de Barranquilla con marcador de 3-2 a favor de los "Delfines del Caribe" mostrando nuevas caras y la base que logró el ascenso. 
Durante las dos primeras fechas el equipo mostraba solidez y mantenía su ritmo pero luego esa buena campaña se fue disipando ante los malos resultados que obtenía por su corta trayectoria en la Primera División, teniendo una discretísima presentación en su primer torneo de Liga.
El equipo universitario en el Torneo Apertura 2014 tuvo una mala campaña en la cual de los 18 compromisos que disputó solamente ganó 4, empató 5 y perdió 9 ubicándose así en el puesto 17.
Torneo Finalización 2014
En el Torneo Finalización 2014 el equipo de Barranquilla debía olvidar los malos resultados de su primer debut y esperar mejorías en este aparte de salvar la categoría. Las primeras fechas fueron 5 derrotas para el club, una de ellas fue el clásico con su rival de patio, el Junior de Barranquilla hasta que en la fecha siguiente volvió a la victoria frente a La Equidad.
Luego de este triunfo pasarían 8 fechas para que Uniautónoma F.C. volviera a la senda de la victoria y en un partido sorpresivo golea al Deportivo Cali en el Estadio Deportivo Cali por 0-4 manteniéndose con la esperanza de no descender y buscar todavía un cupo en los cuadrangulares semifinales. Además, le gana en Barranquilla al Independiente Santa Fe, lo que lo ayuda a mantenerse en la Primera Categoría un poco más de tiempo pero no le alcanza para entrar a los cuadrangulares.
En la última fecha del todos contra todos tuvo la obligación de ganarle al Atlético Huila y esperar resultados para mantenerse en la serie de Promoción y no descender de manera directa. En este torneo de los 18 compromisos disputados solamente ganó 4, empató 6 y perdió 8 ubicándose en el 16º puesto solo superando al Deportivo Pasto y a La Equidad.

### Serie de promoción
Luego de haber quedado en el penúltimo lugar de la tabla del descenso, Uniautónoma FC debió jugar la serie de promoción frente al subcampeón de la final de año de la Primera B que fue el Deportes Quindío. La serie se jugó primero en Armenia y finalizó en Barranquilla.
En Armenia, los equipos se armaron y fueron en busca del partido. Sin embargo, las pésimas condiciones del terreno hicieron que las escuadras se movieran con dificultad en el campo de juego, lo que obligaba a lanzar pelotas largas a lo largo y ancho de la cancha. Al final fue un juego paupérrimo en el cual el marcador selló un empate 0-0, esperando que el juego mejorara en el partido de vuelta y con un sabor agridulce para el Deportes Quindío en su propio estadio.
La serie fue muy distinta en Barranquilla, ya que ambos equipos debían entregarse al máximo. Por un lado Uniautónoma quién debía ganar obligatoriamente después de haber sacado un valioso empate en Armenia y aprovechar su condición de local para mantenerse en la Primera División y por el otro, el Deportes Quindío quién había perdido la categoría el año anterior. Luego de haber perdido contra Jaguares la final de año y el cupo directo a la Primera A, el equipo "cuyabro" tenía la esperanza de volver a Primera A mediante esta nueva oportunidad. Los primeros minutos de la primera mitad fueron muy intensos con llegadas claras del Deportes Quindío pero con falta de definición. Por otra parte, el equipo "Universitario" tramitaba y dominaba el balón pero carecía de un eje central que dominara el juego.
En la segunda parte del compromiso, el equipo currambero pudo sacar ventaja ante el equipo quindiano. Al minuto el jugador Mauro Manotas recibe un pase por sector derecho, engancha a un visitante y saca un remate cruzado imposible de detener para el guardameta Julián Meza. Cuando se acercaba el tiempo de reposición y el Deportes Quindío buscaba desesperadamente la paridad y obligar a definir la serie por penales, el samario James "Taganga" Castro logró anotar un gol más. Así, con un contundente 2-0 la "U" logró mantenerse en la Primera División del Fútbol Profesional Colombiano.

## Rivalidad
Uniautónoma F. C. sostuvo una rivalidad con el Atlético Junior. Con su ascenso, se jugó la primera rivalidad en la Categoría Primera A el 1 de febrero de 2014 en el estadio Metropolitano Roberto Meléndez. Este nueva versión del clásico barranquillero finalizó 1-1.
El primer triunfo lo consiguió el Atlético Junior el 27 de marzo de 2014 en un juego postergado por las celebraciones del carnaval de Barranquilla en el cual Uniautónoma F.C. oficiaba como local. El encuentro terminó 2-1 a favor de los Tiburones con goles de Luis Quiñones y Vladimir Hernández. Por la "U" marcó Michael Barrios.

## Estadio

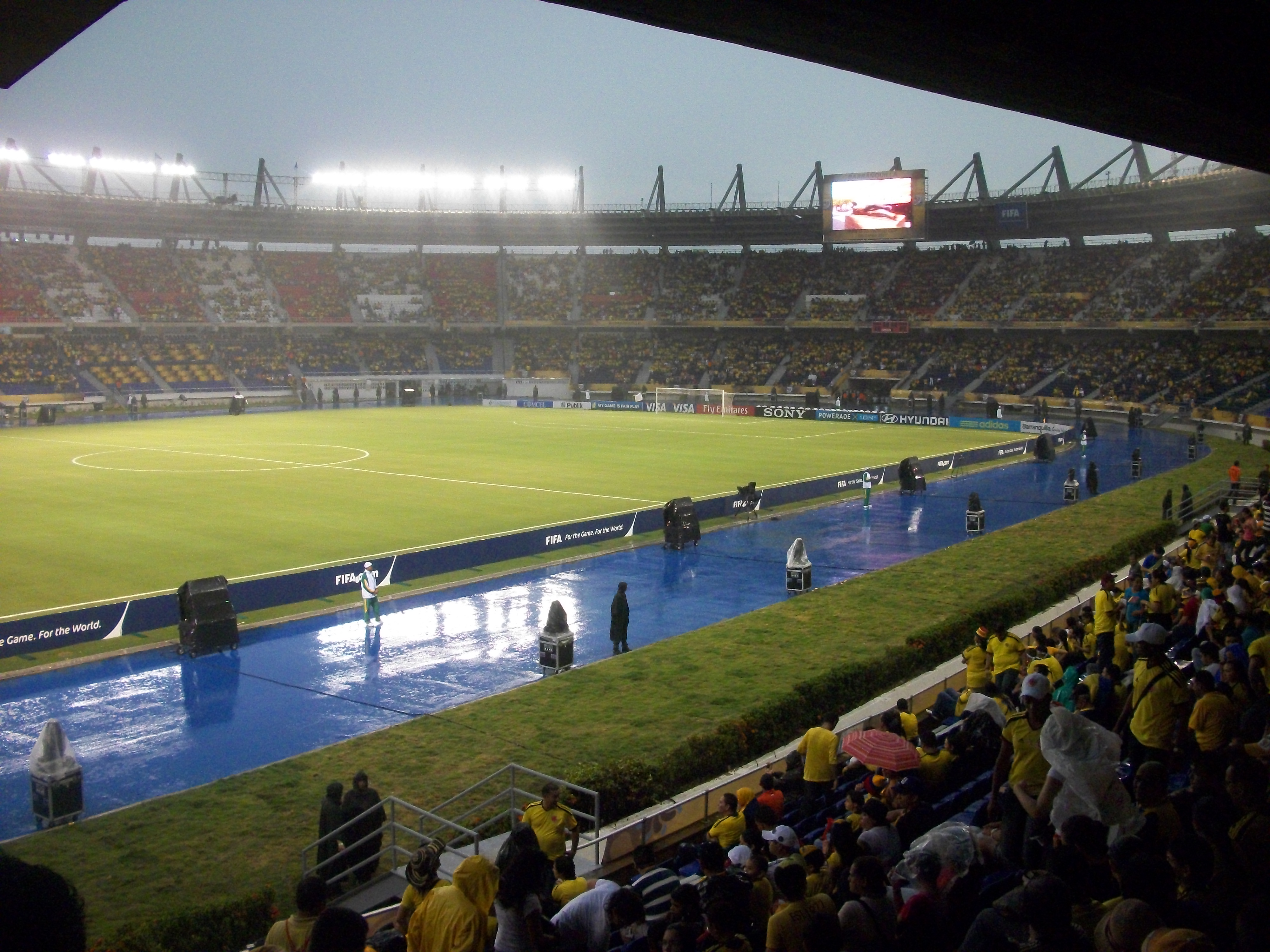
Estadio Metropolitano, sede de los partidos como local de Uniautónoma F.C.

Al pasar a Primera División, disputó sus partidos en condición de local en el estadio Metropolitano de Barranquilla.
Uniautónoma FC actuó como local en el estadio Marcos Henríquez de Sabanalarga mientras jugaba en la Primera B, ante la negativa de Atlético Junior de permitirle jugar en el estadio Romelio Martínez. Tuvo su sede deportiva de entrenamiento en el polideportivo de la Universidad Autónoma del Caribe en Puerto Colombia.
Cabe tener en cuenta que en la instancia definitiva del ascenso, el club jugó como local en el estadio Metropolitano Roberto Meléndez de Barranquilla por motivos de televisión y logística a pesar del veto impuesto por el Junior que le impidió jugar en la capital del Atlántico.
Luego con el paso a Primera División y después de muchas reuniones con los dirigentes del Junior de Barranquilla llegaron a un acuerdo final, en el cual Atlético Junior daba el aval a Uniautónoma F.C. para que pudiera ejercer su localía en Barranquilla. Esta decisión fue comunicada a la Dimayor por parte de los directivos del Atlético Junior.

## Uniforme
- Uniforme titular: Camiseta roja, pantalón azul, medias azules.
- Uniforme alternativo: Camiseta azul, pantalón azul, medias azules.

### Indumentaria
| Período     | Proveedor     |
| ----------- | ------------- |
| 2012 - 2013 | Keuka         |
| 2014 - 2015 | Deporte Total |

## Datos del club
- Puesto histórico: 32.º

- Temporadas en 1ª  : 4 (2014-2015).
- Temporadas en 2ª : 3 (2011-2013).
- Máximo goleador:
  - Martín Arzuaga: 26 goles.
- Mayor goleada conseguida:
  - En Primera División:
    - Uniautónoma F. C. 4-2 Independiente Medellín el 16 de marzo de 2014.[27]
    - Deportivo Cali 0-4 Uniautónoma F.C. el 5 de octubre de 2014.[28][29]

  - En Segunda división: 
    - Uniautónoma F. C. 5-0 Barranquilla F. C. el 5 de mayo de 2013.
    - Uniautónoma F. C. 6-2 Valledupar F.C el 10 de junio de 2013.

  - En Copa Colombia: 
    - Uniautónoma F. C. 3-1 Junior el 30 de marzo de 2011.
- Mayor goleada encajada:
  - En Primera División:
    - Deportivo Cali 5-1 Uniautónoma F. C. el 23 de julio de 2015.
    - Uniautónoma F. C. 2-4 Junior el 26 de julio de 2014.

  - En Segunda División: 
    - Deportivo Pasto 4-0 Uniautónoma F. C. el 12 de noviembre de 2011.

  - En Copa Colombia: 
    - Junior 4-2 Uniautónoma F. C. el 29 de junio de 2011.
- Mejor puesto:
  - En Primera División: 16º (2014-II y 2015-II).[30]
  - En Segunda División: 1º (2013).
  - En Copa Colombia: 9° (2012, Octavos de final).

### Evolución de la ficha
| Temporadas     | Nombre del club       |
| -------------- | --------------------- |
| 1992-93        | Industrial Itagüí     |
| 1994-97 y 2004 | Deportivo Antioquia   |
| 1998-2003      | Itagüí FC             |
| 2005           | Florida Soccer        |
| 2006-08        | Córdoba FC            |
| 2009-10        | Atlético de la Sabana |
| 2011-15        | Uniautónoma FC        |
| 2016-act       | Orsomarso SC          |

## Jugadores

### Aporte a Selecciones Nacionales

#### Sudamericano Sub-20
| Uruguay 2015 |               |            |
| Colombia     | Mauro Manotas | Subcampeón |

## Entrenadores

### Lista de entrenadores en la historia del club
| País                 | Nombre                        | Temporadas                         |
| -------------------- | ----------------------------- | ---------------------------------- |
| Bandera de Argentina | Miguel Ángel Converti         | Enero a diciembre de 2011          |
| Bandera de Colombia  | Félix Valverde Quiñones       | Enero a agosto de 2012             |
| Bandera de Colombia  | José Manuel 'Willy' Rodríguez | Agosto de 2012 a abril de 2014     |
| Bandera de Colombia  | Calixto Chiquillo             | Abril de 2014 (interino)           |
| Bandera de Colombia  | Jaime de la Pava              | Mayo a septiembre de 2014          |
| Bandera de Colombia  | Calixto Chiquillo             | Septiembre de 2014 a marzo de 2015 |
| Bandera de Colombia  | Giovanni Hernández            | Marzo 2015 - Fin del club          |

## Palmarés

### Torneos nacionales oficiales
| Competición Nacional          | Títulos | Subcampeonatos |
| ----------------------------- | ------- | -------------- |
| Categoría Primera B (1/0):    | 2013    | 0              |
| Categoría Primera C (0/1):    | 0       | 2010           |
| Ascenso por promoción: (1/0): | 2014    | 0              |

### Otros torneos
| Campeonato Nacional de Fútbol Universitario | Campeonato Nacional de Fútbol Universitario |
| Competición                                 | Títulos                                     |
| ------------------------------------------- | ------------------------------------------- |
| Campeonato Nacional de Fútbol Universitario | 2010                                        |
| Campeonato Nacional de Fútbol Universitario | 2012                                        |

| Campeonato De La Costa de Fútbol Universitario | Campeonato De La Costa de Fútbol Universitario | Campeonato De La Costa de Fútbol Universitario |
| Competición                                    | Subtítulos                                     |                                                |
| ---------------------------------------------- | ---------------------------------------------- | ---------------------------------------------- |
| Campeonato De La Costa de Fútbol Universitario | 2012                                           |                                                |

| Campeonato Departamental de Fútbol Universitario | Campeonato Departamental de Fútbol Universitario | Campeonato Departamental de Fútbol Universitario |
| Competición                                      | Títulos                                          |                                                  |
| ------------------------------------------------ | ------------------------------------------------ | ------------------------------------------------ |
| Campeonato Departamental de Fútbol Universitario | 2008                                             |                                                  |
| Campeonato Departamental de Fútbol Universitario | 2010                                             |                                                  |
| Campeonato Departamental de Fútbol Universitario | 2011                                             |                                                  |
| Campeonato Departamental de Fútbol Universitario | 2012                                             |                                                  |